# New Mexico United
Il New Mexico United è una società calcistica statunitense con sede ad Albuquerque (Nuovo Messico), che disputa le proprie partite interne presso l'Isotopes Park, impianto da 13.500 posti a sedere.
Attualmente milita nella USL Championship, seconda divisione del calcio americano

## Storia
Il 6 giugno 2018, la United Soccer League annunciò di aver assegnato una franchigia per il suo campionato di seconda divisione, la USL Championship, alla città di Albuquerque. Il 9 ottobre dello stesso anno, il club rivelò al pubblico il suo nome ed il suo stemma ufficiali.
Il New Mexico United esordì ufficialmente in campionato il 9 marzo 2019 davanti ad un pubblico composto da 12.896 tifosi. L'incontro, disputato contro il Fresno, terminò sul risultato di 1-1, con Devon Sandoval che segnò il primo gol ufficiale in assoluto nella storia del club. Il club ebbe da subito uno strepitoso successo di pubblico, concludendo il primo anno tra i professionisti al primo posto in assoluto nella lega per media spettatori, con una quota media pari a 12.693 spettatori a partita. Sul campo, la prima stagione della squadra in USL Championship terminò con una qualificazione ai playoff ed un'eliminazione nel turno preliminare per mano del Sacramento Republic, ma la competizione in cui il club ottenne i migliori risultati fu la U.S. Open Cup: in essa, il New Mexico United riuscì nell'impresa di eliminare due franchige di Major League Soccer, i Colorado Rapids ed il Dallas (entrambe in trasferta) prima di essere estromessa ai quarti di finale dal Minnesota United.
Nella stagione 2020, il New Mexico United fu costretto a disputare tutte le proprie sfide di campionato in trasferta a causa delle limitazioni agli eventi disposte dallo stato del Nuovo Messico per via della pandemia di coronavirus. Ciononostante, il club riuscì a qualificarsi per i playoff e, dopo aver eliminato il San Antonio al primo turno, venne eliminato in semifinale di conference dai rivali dell'El Paso Locomotive dopo i calci di rigore.

## Simboli
Lo stemma del club trae ispirazione dal simbolo Zia, presente sulla bandiera dello stato del Nuovo Messico. Anche i colori societari sono ispirati dalla suddetta bandiera, seppur leggermente modificati in modo da differenziarsi dalle altre squadre sportive della città di Albuquerque. Infine, sullo stemma del club compare anche un piccolo rombo con il numero 18, a simboleggiare l'anno di fondazione della squadra.

## Stadio
Il club disputa le proprie partite interne presso l'Isotopes Park, un impianto da 13.500 posti a sedere concepito per il baseball che ospita le gare casalinghe degli Albuquerque Isotopes, franchigia della Pacific Coast League. La società del Nex Mexico United ha tuttavia intenzione, in futuro, di costruire il proprio stadio specifico per il calcio.

## Rosa 2020
| N. |                        | Ruolo | Calciatore        |
| -- | ---------------------- | ----- | ----------------- |
| 1  | Stati Uniti (bandiera) | P     | Cody Mizell       |
| 3  | Stati Uniti (bandiera) | D     | Austin Yearwood   |
| 4  | Stati Uniti (bandiera) | C     | Sam Hamilton      |
| 5  | Stati Uniti (bandiera) | D     | Josh Suggs        |
| 6  | Afghanistan (bandiera) | D     | David Najem       |
| 7  | Stati Uniti (bandiera) | C     | Ryan Williams     |
| 8  | Stati Uniti (bandiera) | C     | Juan Pablo Guzmán |
| 9  | Stati Uniti (bandiera) | A     | Devon Sandoval    |
| 10 | Stati Uniti (bandiera) | A     | Amando Moreno     |
| 12 | Stati Uniti (bandiera) | P     | Ben Beaury        |
| 14 | Stati Uniti (bandiera) | C     | Chris Wehan       |

| N. |                        | Ruolo | Calciatore      |
| -- | ---------------------- | ----- | --------------- |
| 15 | Ghana (bandiera)       | D     | Rashid Tetteh   |
| 16 | Stati Uniti (bandiera) | C     | Saalih Muhammad |
| 17 | Stati Uniti (bandiera) | D     | Justin Schmidt  |
| 18 | Germania (bandiera)    | P     | Philipp Beigl   |
| 19 | Messico (bandiera)     | A     | David Estrada   |
| 20 | Stati Uniti (bandiera) | C     | Andrew Tinari   |
| 22 | Stati Uniti (bandiera) | D     | Kalen Ryden     |
| 23 | Stati Uniti (bandiera) | A     | Sammy Sergi     |
| 25 | Inghilterra (bandiera) | C     | Daniel Bruce    |
| 26 | Benin (bandiera)       | C     | Joris Ahlinvi   |
| 27 | Giamaica (bandiera)    | A     | Romeo Parkes    |